# Janne Holmen
Janne Holmen (Finlandia, 26 de septiembre de 1977) es un atleta finlandés retirado especializado en la prueba de maratón, en la que ha conseguido ser campeón europeo en 2002.

## Carrera deportiva
Holmén procede de una familia de corredores; su madre, Nina, fue campeona de Europa de 3.000 metros en los Campeonatos de Europa de 1974, y su padre, Rune, fue su entrenador, además de antiguo corredor. Holmén vive en Uppsala (Suecia) con su esposa Laila Skah (hermana de Khalid Skah) y sus tres hijos. Se ha convertido al Islam.
En el Campeonato Europeo de Atletismo de 2002 ganó la medalla de oro en la maratón, recorriendo los 42,195 km en un tiempo de 2:12:14 segundos, llegando a meta por delante del estonio Pavel Loskutov y del español Julio Rey (bronce).